# Angelo Lotti
Angelo Lotti (Santa Sofia, 10 gennaio 1930 – Roma, 15 giugno 1987) è stato un politico italiano.
Esponente della Democrazia Cristiana, venne eletto Senatore della Repubblica nel 1985 subentrato al posto di Rodolfo Tambroni Armaroli, ma morì durante la IX legislatura il 15 giugno 1987 e venne sostituito da Alfredo Trifogli.